# 카탈리나 천체 탐사
| 참조 § 발견된 소행성체 목록 |

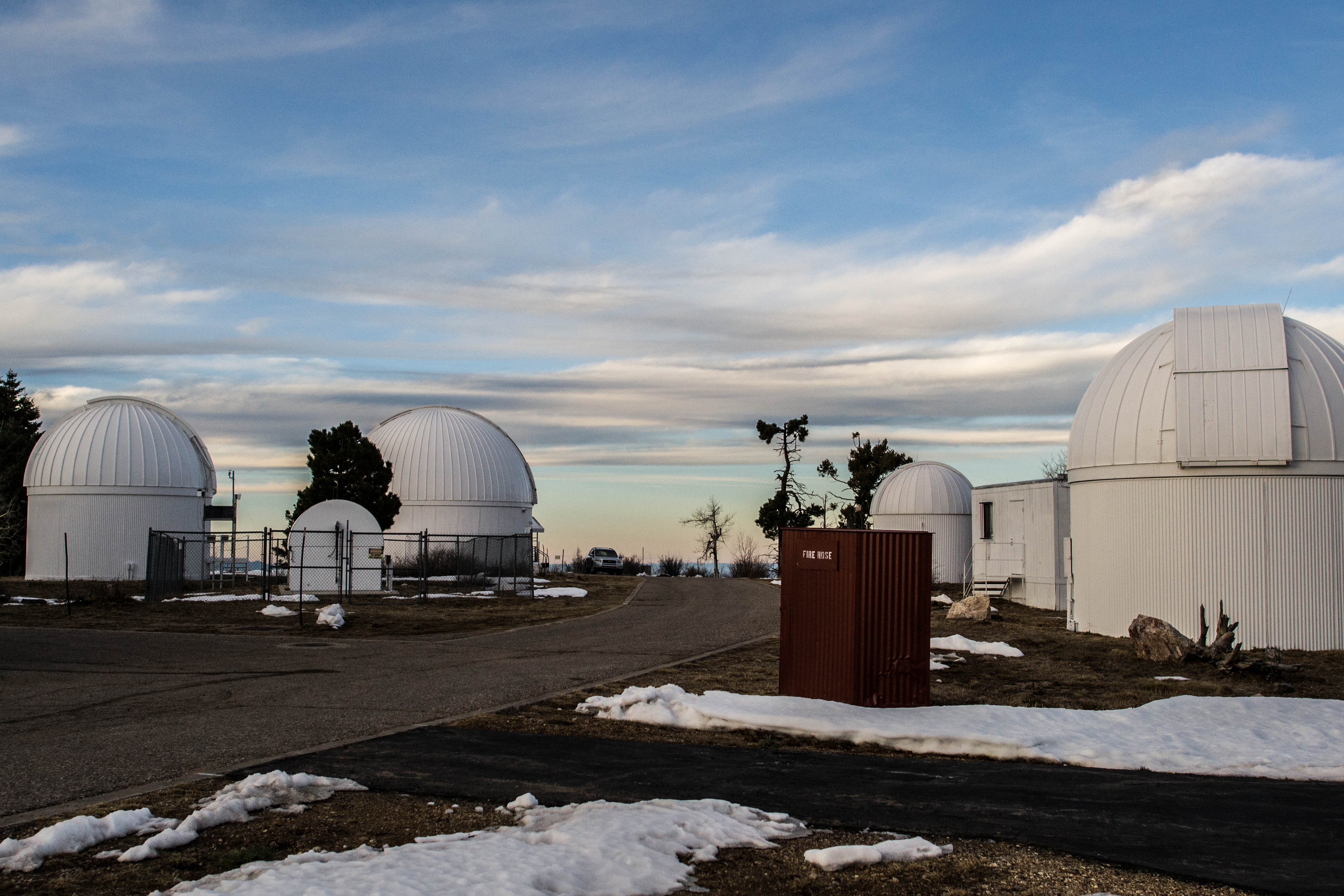

카탈리나 천체 탐사(Catalina Sky Survey, CSS; 관측소 부호: 703)는 혜성과 소행성을 발견 하기 위한 천문학적 탐사로 미국 애리조나주 투손 근처에 있는 스튜어드 천문대(Steward Observatory)의 카탈리나 관측소(Catalina Station)에서 수행된다. 카탈리나 천체 탐사는 근지구 천체(Near Earth Object), 특히, 지구에 충돌할 위험성이 있는 소행성에 대한 탐색에 초점을 맞추고 있다. 남반구 지역에서 이에 대응하는 것은 사이딩 스프링 탐사(Siding Spring Survey, SSS)인데, 자금의 고갈로 2013년에 종료되었다. 카탈리나 천체 탐사는 촬영방식의 비글로 천체 탐사(Bigelow Sky Survey)를 능가한다.

## 임무
근지구 천체 관측 프로그램은 1998년 미국 의회의 미국 항공우주국 (NASA)에 대한 지시에 의하여 지름 1km 이상의 물체를 약 90 %의 신뢰 수준 이상으로 식별하는 프로그램을 시작한 결과이다. 투손 북부의 카탈리나 산맥에 있는 레몬산 천문대(Mount Lemmon Observatory)에 위치한 카탈리나 천체 탐사는 근지구 천체인 NEO를 검색하여 의회가 위임한 목표에 기여한다.
충돌 위험을 확인하는 것 외에도, 이 프로젝트에서는 주 계열에서 알려진 천체분포의 개선, 근일점이 보다 먼 지역에서 혜성 분포의 탐색, 충돌의 역사 또는 내부 태양계로의 이송에 의한 산물로서의 NEO의 분포 결정, 우주비행 프로젝트에서 가능한 목표물의 확인등과 같은 기타의 과학적 정보도 얻는다.

## 방법
카탈리나 천체 탐사에서는 레먼 산(Mount Lemmon) 정상의 1.5 미터(60 인치) 구경의 f/2 망원경과 비글로 산(Mount Bigelow) 근처의 68cm(27인치) f/1.7의 슈미트 망원경(둘 다 애리조나주 투손에 위치)등 2개의 망원경을 사용한다. 남반구에서 카탈리나 천체 탐사에 대응하는 사이딩 스프링 탐사에서는 호주 사이딩 스프링 천문대의 구경 0.5미터 (20 인치) f/3 웁살라 슈미트(Uppsala Schmidt ) 망원경을 사용했다. 모든 곳에서 동일한 열전냉각 방식으로 냉각되는 카메라와 카탈리나 천체 탐사 팀이 작성한 공통의 소프트웨어를 사용한다. 카메라는 영하 약 100 °C (영하 148  °F)까지 냉각되어 카메라의 암전류가 시간당 약 전자 1개에 불과하다. 4096 × 4096 픽셀의 이 카메라는 구경 1.5m의 망원경으로 1 평방도의 시야각을 제공하는데 카탈리나 슈미트 카메라는 약 9 평방도에 달하는 시야를 제공한다. 명목상의 노출은 30초인데, 이 노출 시간으로 1.5m 카메라는 21.5V 보다 희미한 물체까지 촬영할 수 있다. 카탈리나 천체 탐사는 보름달 앞뒤의 며칠 밤을 제외하고는 맑은 모든 야간에 운영된다. 호주 남반구의 SSS는 자금 지원이 중단 된 후 2013년에 종료되었다.

## 발견
CSS는 2005년 이후 근지구 천체(NEO)와 위험 가능성이 있는 소행성의 발견 수에서 이전의 링컨 근지구 소행성 연구(LINEAR)를 매년 능가하는 가장 실적이 많은 NEO 탐사가 되었다. CSS에 의하여 NEO가 2005년 310 건, 2006년 396건, 2007년 466건, 2008년 564건이 발견되었다.

### 주목할만한 발견들
| 소행성     | 발견 날짜        | 비고                                                                                          |
| ---------- | ---------------- | --------------------------------------------------------------------------------------------- |
| 2006 JY26  | 2006년 5월 6일   | 2006년 5월 9-10일에 달과 지구를 접근 통과하였고, 2073년 5월 3일에 지구에 충돌할 가능성이 있음 |
| 2007 WD5   | 2007년 11월 20일 | 2008년 1월 9일에 화성을 접근 통과                                                             |
| 2007 TU24  | 2007년 10월 11일 | 2008년 1월 29일에 지구에 가장 접근                                                            |
| 2008 TC3   | 2008년 10월 6일  | 2008년 10월 7일 지구에 충돌                                                                   |
| 2012 XE133 | 2012년 12월 12일 | 현재 금성의 임시 궤도 상에 있음                                                               |
| 2014 AA    | 2014년 1월 1일   | 2014년 1월 2일에 지구에 충돌                                                                  |
| 2018 LA    | 2018년 6월 2일   | 2018년 6월 2일 지구에 충돌                                                                    |

### 발견된 소행성체 목록
카탈리나 천체 탐사에서 발견된 모든 소행성체의 전체 목록은 소행성체 목록 색인 항목을 참조 .

## CSS/SSS 팀
CSS 팀은 애리조나 대학의 위성 및 행성 실험실의 에릭 크리슨센(Eric Christensen)이 이끌고 있다.

### CSS 팀 구성원
- Eric Christensen (수석 관측자)
- Stephen M. Larson
- Alex R. Gibbs
- Albert D. Grauer
- Richard E. Hill (은퇴)
- Richard A. Kowalski
- Jess A. Johnson
- Frank Shelly
- Rose G. Matheny
- D. Carson Fuls
- Gregory Leonard
- Rob Seaman

### SSS 팀 구성원
- Robert H. McNaught
- Gordon J. Garradd

## 교육 활동
카탈리나 천체 탐사에서는 천문학 캠프(Astronomy Camp)를 도와 야영자에게 근지구 천체(NEO)를 탐지하는 방법을 보여주었다. 2006 성인 천문학 캠프(Adult Astronomy Camp)의 천체사진 촬영행사에서는 오늘의 천체사진(Astronomy Picture of the Day)에 선정된 사진을 촬영하는 역할도 하였다.

## 같이 보기
- Asteroid Zoo
- Astronomical survey
- Large Synoptic Survey Telescope
- Minor Planet Center (MPC)
- Planetary Data System (PDS)
- Spaceguard
- Asteroid Terrestrial-impact Last Alert System
- List of near-Earth object observation projects